# Université d'agriculture du Botswana
Pour les articles homonymes, voir BCA.
L'université d'agriculture du Botswana (Botswana College of Agriculture ou BCA en anglais) est un établissement public d'enseignement supérieur botswanais situé dans la ville de Gaborone, la capitale du pays.

## Historique
Fondée en 1967, l'institution « Botswana Agricultural College » a pris son nom actuel le 31 mai 1991, à la suite d'une décision du Parlement du Botswana.

## Composition
L'université d'agriculture du Botswana est composée de six facultés :
- Agricultural Economics Education and Extension
- Agricultura Engineering and Land Planning
- Animal Science and Production
- Basic Sciences
- Food Science and Technology
- Crop Science and Protection